# Eptingen
Eptingen (schweizerdeutsch: Eptige) ist eine politische Gemeinde im Bezirk Waldenburg des Kantons Basel-Landschaft in der Schweiz.

## Geographie

Historisches Luftbild aus 3000 m von Walter Mittelholzer von 1923

Eptingen liegt am oberen Ende des Diegtertals und wird vollständig vom Faltenjura eingerahmt.
Eptingen grenzt im Norden an Diegten, im Nordosten an Läufelfingen, im Südosten an Hauenstein-Ifenthal (SO), im Süden an Hägendorf (SO), im Südwesten an Langenbruck und im Nordwesten an Bennwil.

## Geschichte
Archäologische Funde belegen, dass das Gebiet um Eptingen bereits im 7. Jahrhundert bevölkert war. Die eigentliche Besiedlung fand aber im frühen Mittelalter statt. 1145 wurde der Ort als «Ebittingen», 1189 als «Etingen» und 1194 als «Eptinwin» erwähnt. Die Vorherrschaft lag beim Bischof von Basel, der das Dorf als Lehen an die Herren von Eptingen gab. 1487 wurde es durch die Stadt Basel aufgekauft. 1803 gelangte Eptingen zum Bezirk Waldenburg.

## Wappen

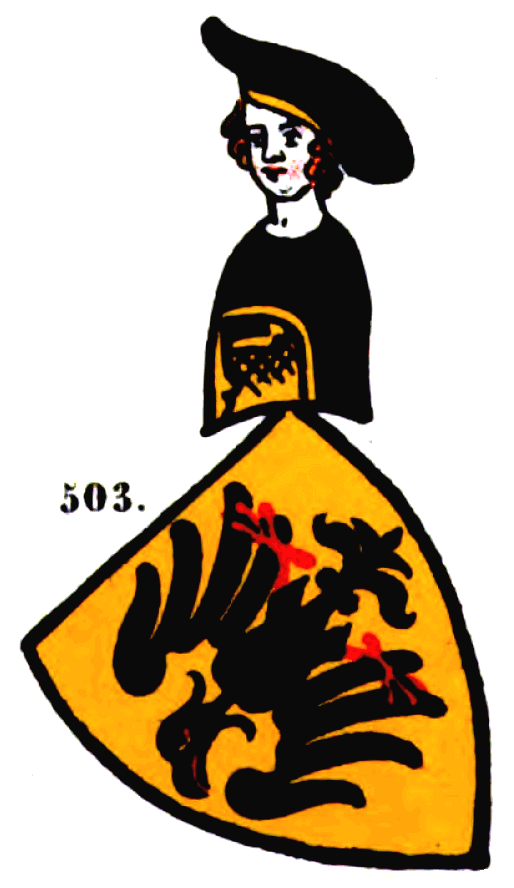
Wappen der Herren von Eptingen in der Zürcher Wappenrolle (ca. 1340)

Seit 1938 hat Eptingen ein offizielles Wappen. Es ist ein liegender, schwarzer Adler mit roter Zunge und roten Fängen auf goldenem Grund. Dies ist das Wappen der Herren von Eptingen und wird auch in Pratteln geführt.

## Wirtschaft
Die Quelle des schweizweit bekannten Eptinger Mineralwasser des Familienunternehmens Mineralquelle Eptingen AG und dessen Abfüllanlage befinden sich hier. Die Verwaltung ist allerdings in Sissach. Das Unternehmen füllt schon seit dem Jahr 1900 Mineralwasser ab, beschäftigt ca. 75 Mitarbeiter und verfügt über eine Produktionskapazität von 400'000–500'000 Flaschen pro Tag.

## Bilder

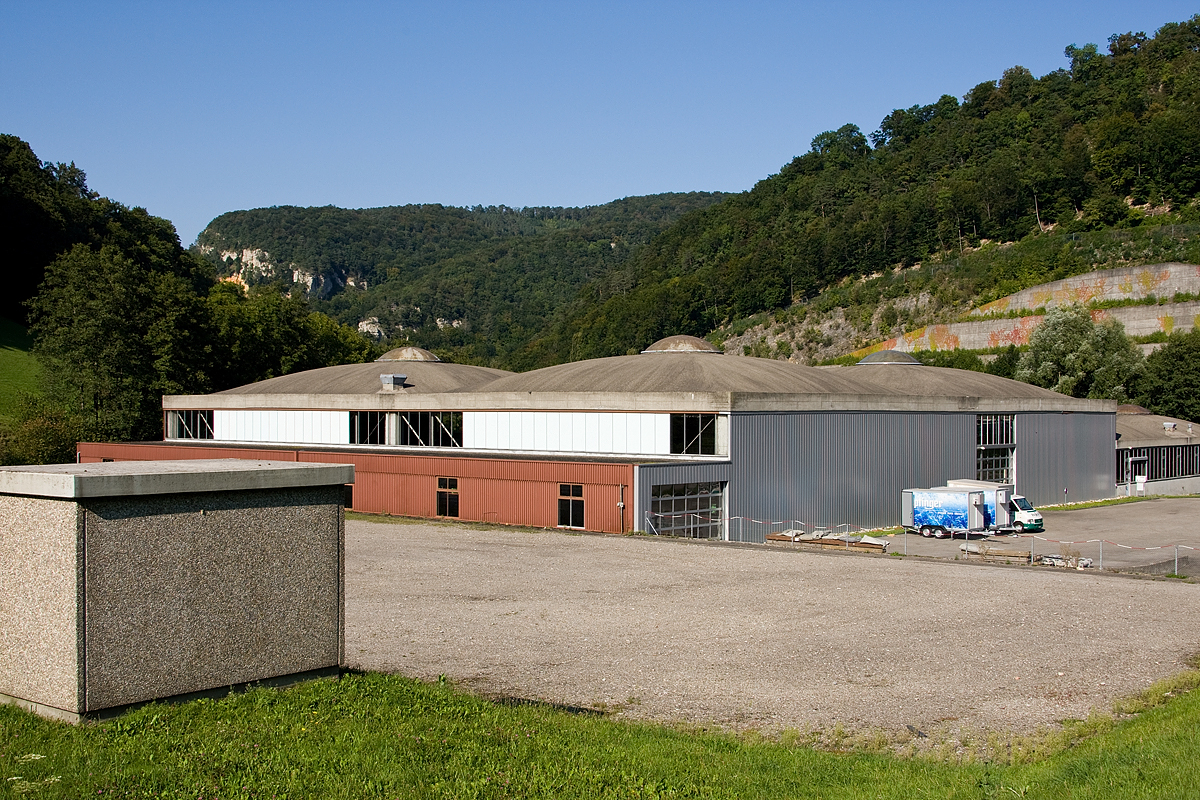
Abfüllanlage Mineralwasser
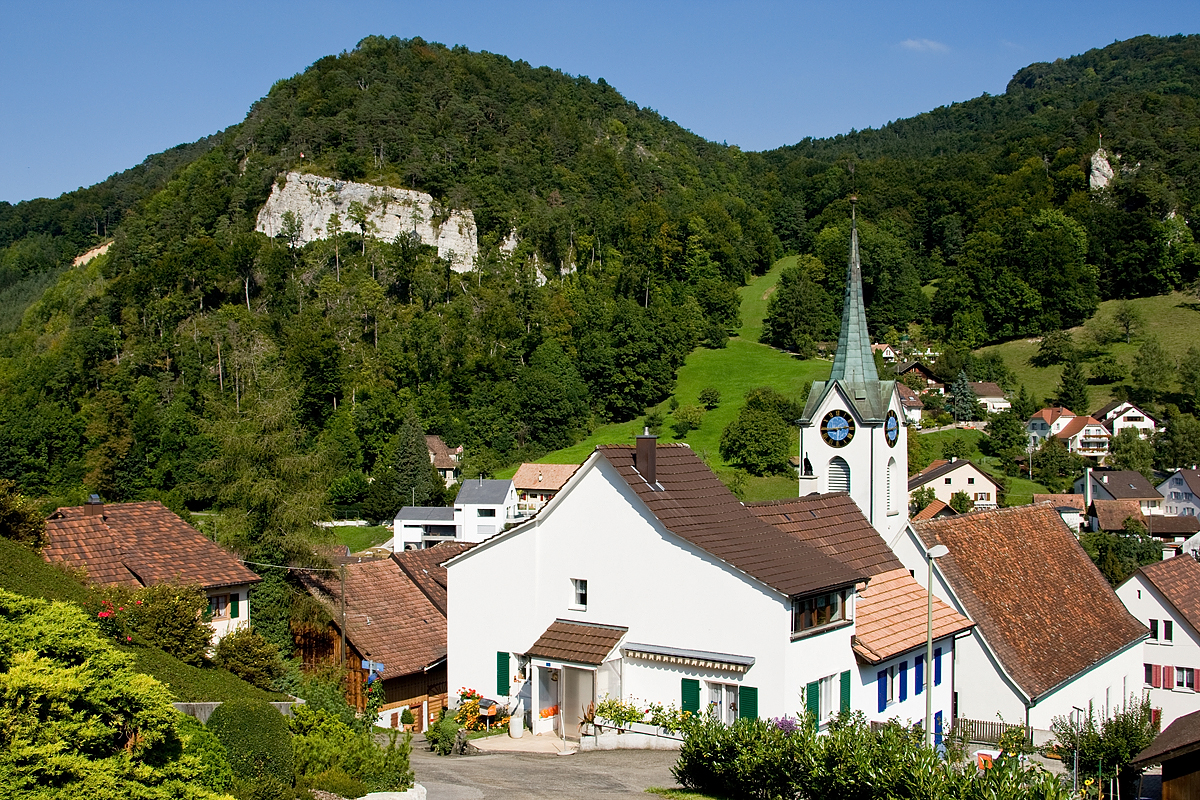
Markante Fluh und Kirche
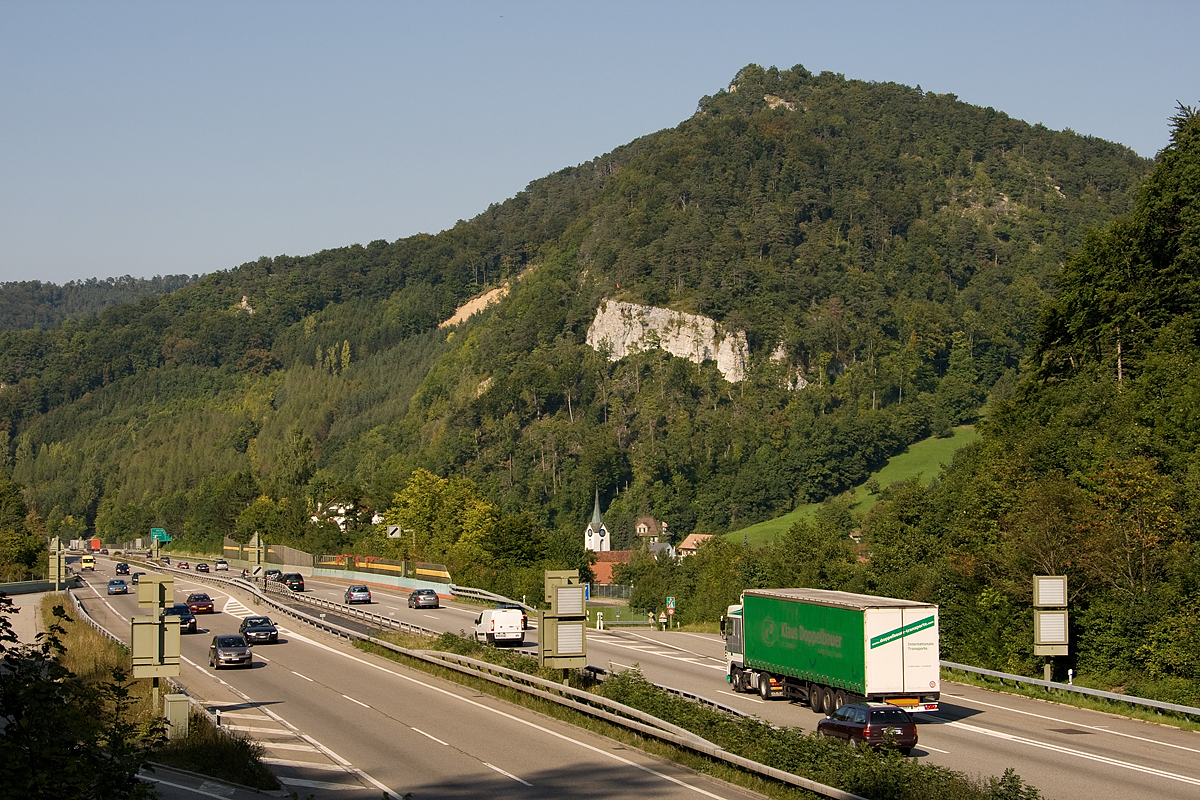
Autobahn bei Eptingen
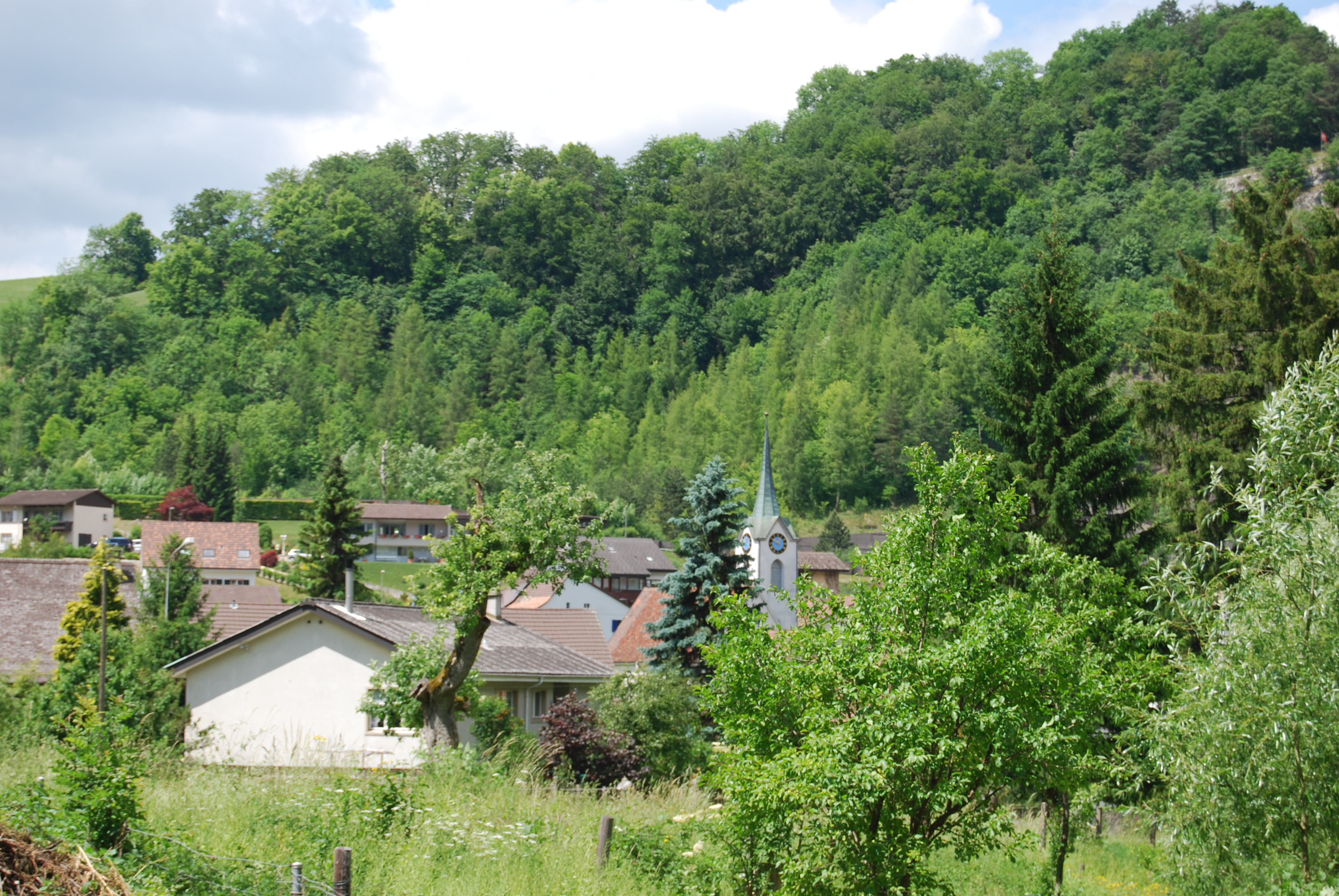
Von der Strasse nach Läufelfingen her gesehen
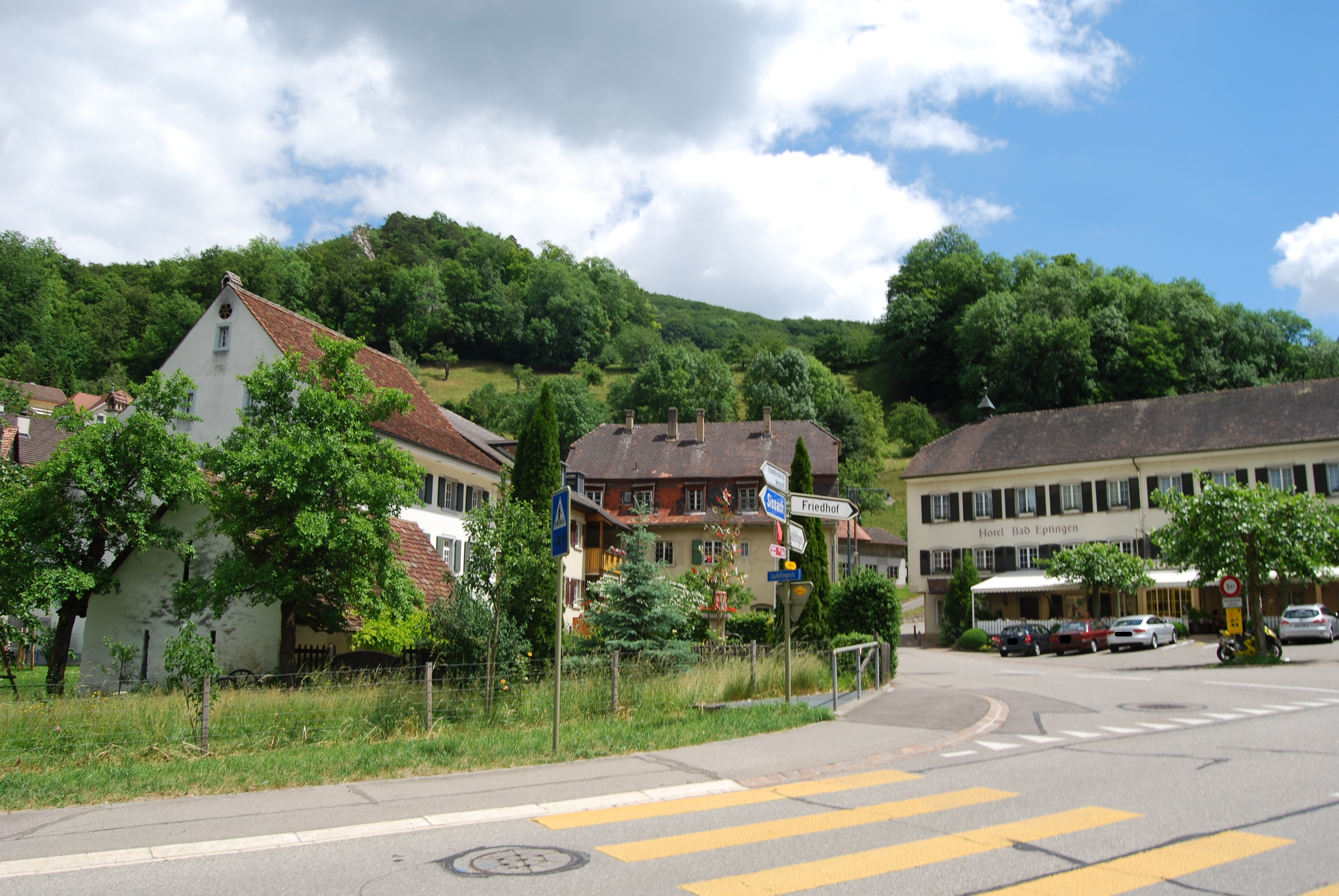
Dorfzentrum mit dem Kurhotel Bad Eptingen
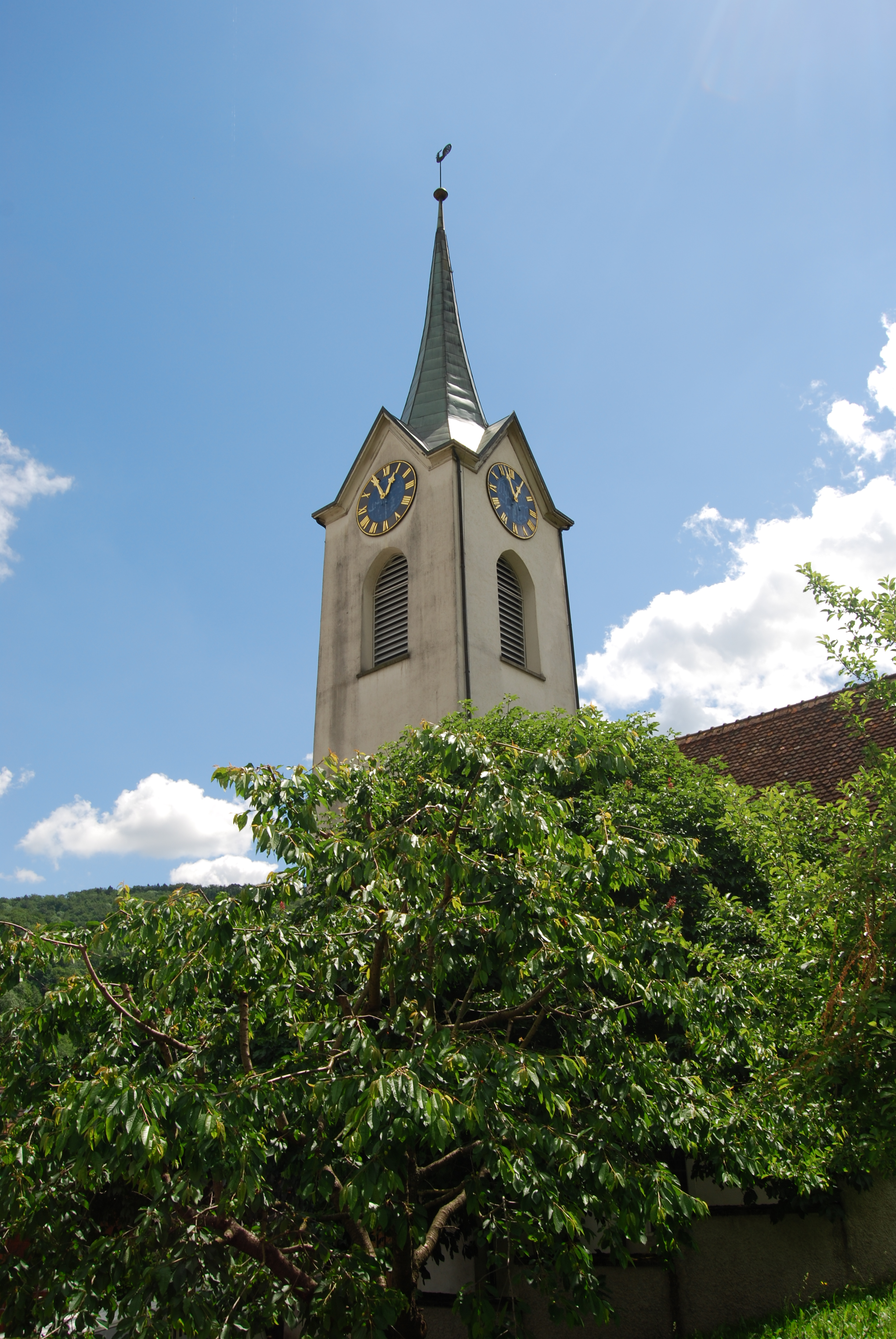
Kirchturm
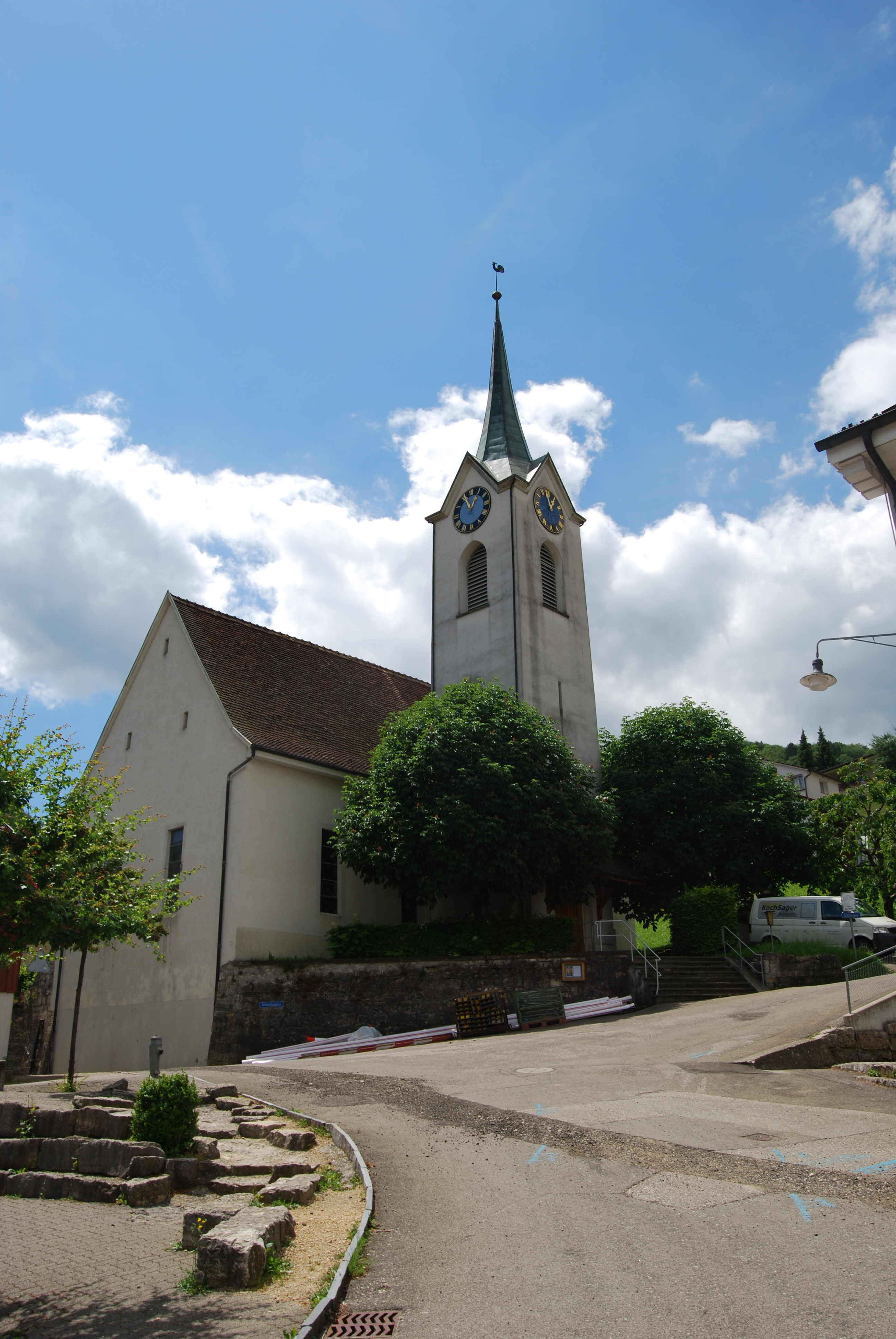
Kirche
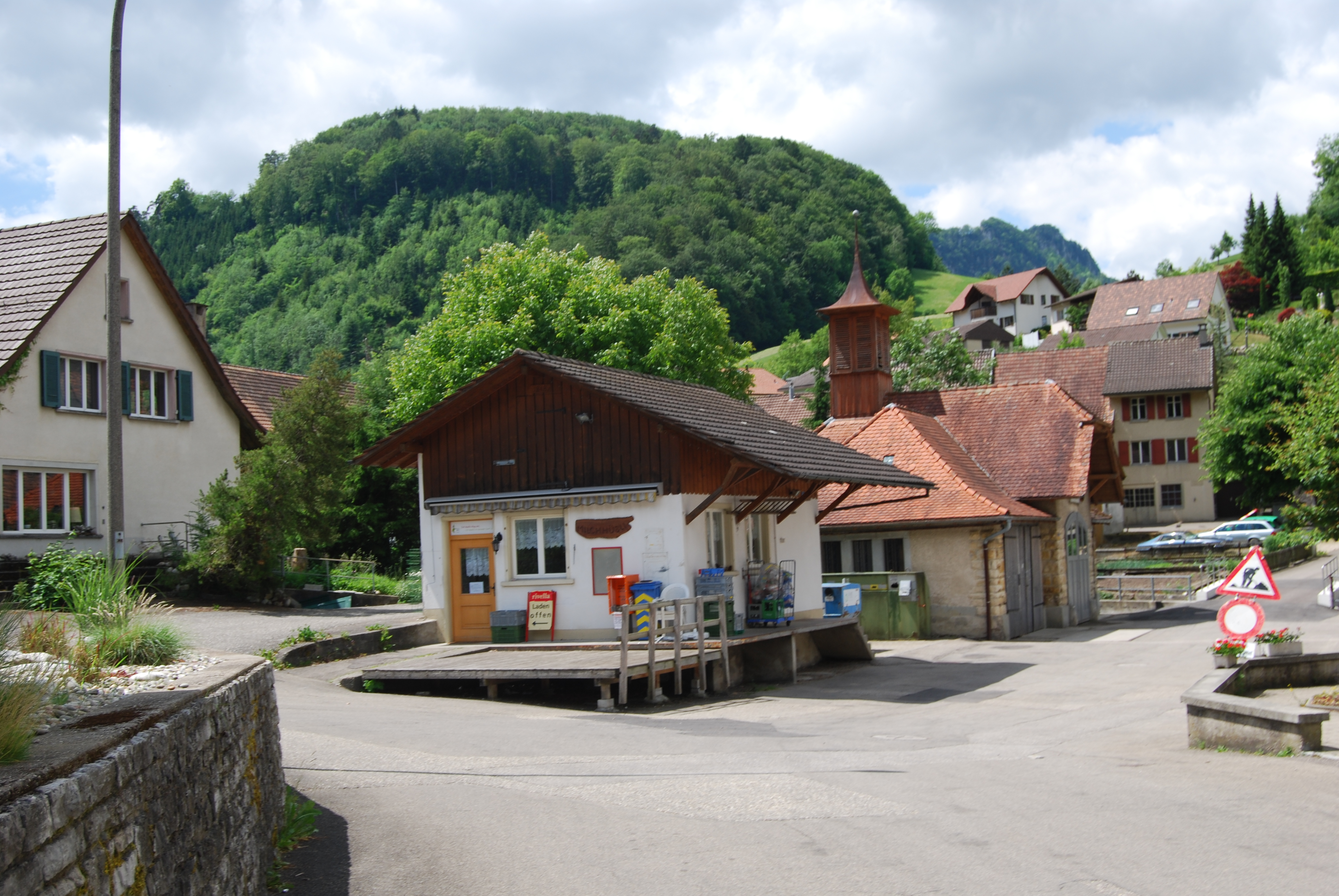
Dorfladen und Feuerwehrhaus
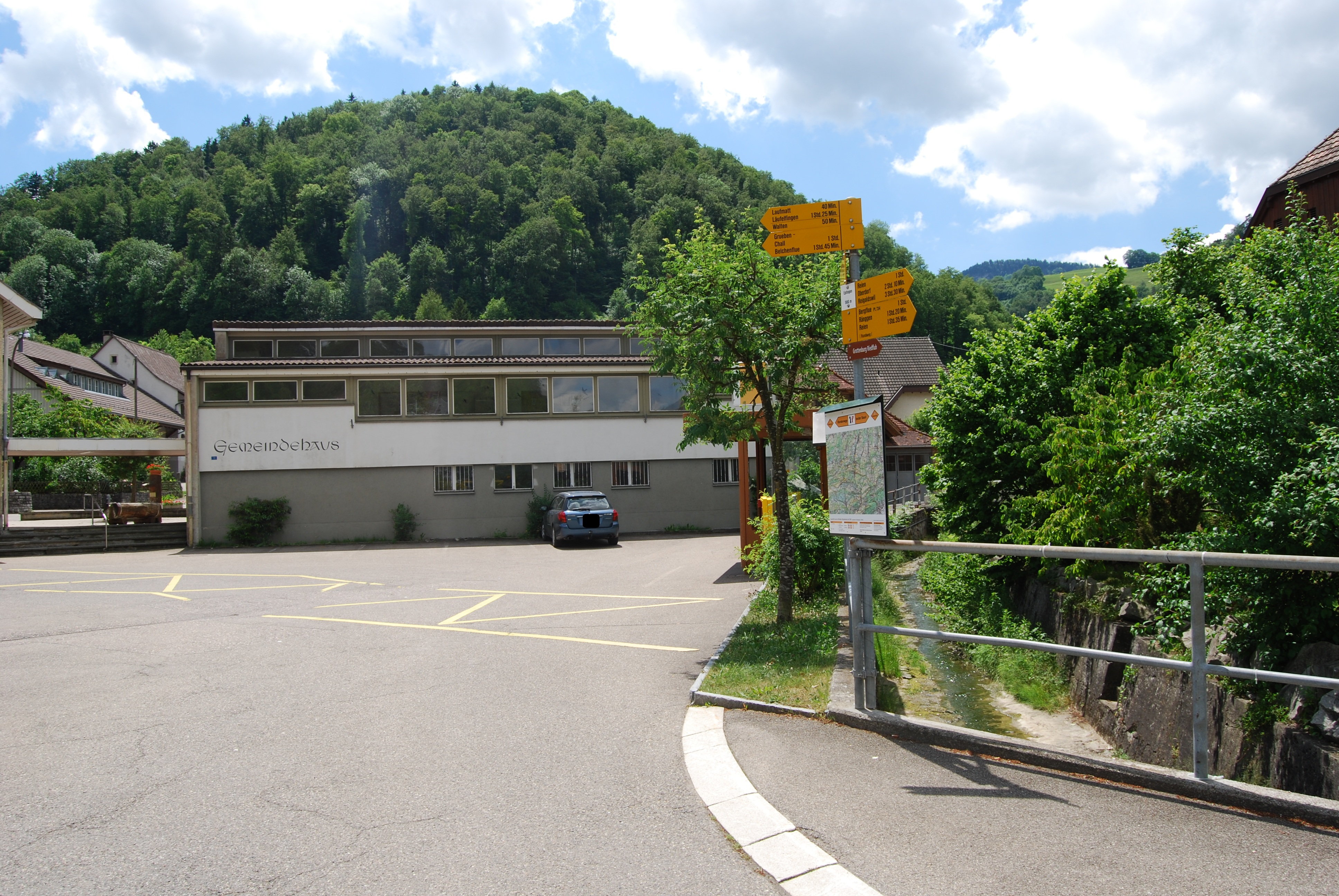
Gemeindehaus und Diegterbach

## Sehenswürdigkeiten
Das August-Suter-Museum enthält den künstlerischen Nachlass des Bildhauers August Suter. Der Besuch ist nach Voranmeldung bei der Gemeindeverwaltung möglich.